# Gälared
Gälared är en herrgård i Hillareds socken i Svenljunga kommun i Västra Götalands län och är en av de allra äldsta sätesgårdarna i Västergötland. 
Från frälseätten Gylta kom gården till ätten Lilliehöök.
Flera av ätten Lilliehöök skrev sig Lilliehöök till Gälared och vid ättens introduktion på Sveriges Riddarhus skrevs en gren in under Lilliehöök af Gälared och Kolbäck.
Gården har räknats som stamgods för ätterna Gylta, Lilliehöök af Gälared och von Schedvin.
Gården ombildades 1762 till fideikommiss för Daniel von Schedvin. Den drevs av fideikommissarier inom ätten von Schedvin fram till 1966 när fideikommisset ombildades till en stiftelse Gunilla och Daniel von Schedvins stiftelse, vilken är nuvarande ägare.